# Vitantsi
Vitantsi (en macédonien Витанци) est un village du centre de la Macédoine du Nord, situé dans la municipalité de Tchachka. Le village ne comptait aucun habitant en 2002. 